# ロシア連邦人民党
ロシア連邦人民党（―れんぽうじんみんとう、ロシア語: Народная партия Российской Федерации、Narodnaja Partija Rossijskoj Federacii、People's Party of the Russian Federation）は、ロシアの政党。党首は、ゲンナジー・ライコフ。
2003年12月7日実施されたロシア連邦議会下院国家会議選挙において、同党は、1.2％の得票率を得、450議席中16議席を獲得した。ほとんどの代議員は、後にプーチン政権の与党統一ロシアの会派に鞍替えした。さらに2007年4月14日、公正ロシアの結成に参加した。